# Gluconobacter
Gluconobacter is een van de vijf geslachten van azijnzuurbacteriën. Genetisch onderzoek plaatst deze bacteriën bij de Proteobacteria en zij behoren tot de orde van de Rhodospirillales.

## Soorten
- Gluconobacter albidus
- Gluconobacter asaii
- Gluconobacter cerevisiae (geïsoleerd uit lambiekbier en in 2014 voorgesteld als een nieuwe soort)[1]
- Gluconobacter cerinus
- Gluconobacter frateurii
- Gluconobacter japonicus
- Gluconobacter kanchanaburiensis
- Gluconobacter kondonii
- Gluconobacter nephelii
- Gluconobacter oxydans (waarschijnlijk de bekendste wegens zijn toepassingen in de biotechnologie)[2]
- Gluconobacter roseus
- Gluconobacter sphaericus
- Gluconobacter thailandicus
- Gluconobacter uchimurae
- Gluconobacter wancherniae